# 紐里 (印第安納州)
紐里（英語：Newry）是位於美國印地安納州傑克遜縣的一個非建制地區。該地的面積和人口皆未知。